# 2007-es Formula–1 magyar nagydíj
A Magyar Nagydíj volt a 2007-es Formula–1 világbajnokság tizenegyedik futama. 2007. augusztus 3-a és 5-e között rendezték meg a magyarországi Hungaroringen, Mogyoródon. Ez volt a 22. Formula–1-es futam Magyarországon.
Scott Speed helyére Sebastian Vettel érkezett a Toro Rossóhoz, Winkelhockot pedig Jamamoto Szakon váltotta a Spykernél.

## Időmérő edzés
Az időmérőn Alonso szerezte meg a pole-pozíciót 1:19,674-es idővel Hamilton előtt. Utolsó boxkiállásánál a harmadik szakaszban olyan sokáig tartotta fel a mögötte kerékcserére várakozó Hamiltont, hogy az nem tudott mért kört futni. Néhány órával az időmérő edzés után Alonso öthelyes rajtbüntetést kapott, így a versenyen a hatodik helyről kellett indulnia. Ezen kívül elvették a McLaren magyar nagydíjon szerzett konstruktőri pontjait is. A második helyről Heidfeld, a harmadikról Räikkönen indulhatott.
| Hely | Versenyző            | Csapat/Motor       | 1. rész  | 2. rész  | 3. rész  |
| ---- | -------------------- | ------------------ | -------- | -------- | -------- |
| 1†   | Fernando Alonso      | McLaren-Mercedes   | 1:20.425 | 1:19.661 | 1:19.674 |
| 2    | Lewis Hamilton       | McLaren-Mercedes   | 1:19.570 | 1:19.301 | 1:19.781 |
| 3    | Nick Heidfeld        | BMW Sauber         | 1:20.751 | 1:20.322 | 1:20.259 |
| 4    | Kimi Räikkönen       | Ferrari            | 1:20.435 | 1:20.107 | 1:20.410 |
| 5    | Nico Rosberg         | Williams-Toyota    | 1:20.547 | 1:20.188 | 1:20.632 |
| 6    | Ralf Schumacher      | Toyota             | 1:20.449 | 1:20.455 | 1:20.714 |
| 7    | Robert Kubica        | BMW Sauber         | 1:20.366 | 1:20.703 | 1:20.876 |
| 8‡   | Giancarlo Fisichella | Renault            | 1:21.645 | 1:20.590 | 1:21.079 |
| 9    | Jarno Trulli         | Toyota             | 1:20.481 | 1:19.951 | 1:21.206 |
| 10   | Mark Webber          | Red Bull-Renault   | 1:20.794 | 1:20.439 | 1:21.256 |
| 11   | David Coulthard      | Red Bull-Renault   | 1:21.291 | 1:20.718 |          |
| 12   | Heikki Kovalainen    | Renault            | 1:20.285 | 1:20.779 |          |
| 13   | Alexander Wurz       | Williams-Toyota    | 1:21.243 | 1:20.865 |          |
| 14   | Felipe Massa         | Ferrari            | 1:20.408 | 1:21.021 |          |
| 15   | Anthony Davidson     | Super Aguri-Honda  | 1:21.018 | 1:21.127 |          |
| 16   | Vitantonio Liuzzi    | Toro Rosso-Ferrari | 1:21.730 | 1:21.993 |          |
| 17   | Jenson Button        | Honda              | 1:21.737 |          |          |
| 18   | Rubens Barrichello   | Honda              | 1:21.877 |          |          |
| 19   | Szató Takuma         | Super Aguri-Honda  | 1:22.143 |          |          |
| 20   | Sebastian Vettel     | Toro Rosso-Ferrari | 1:22.177 |          |          |
| 21   | Adrian Sutil         | Spyker-Ferrari     | 1:22.737 |          |          |
| 22   | Jamamoto Szakon      | Spyker-Ferrari     | 1:23.774 |          |          |

† - Fernando Alonso öthelyes rajtbüntetést kapott, mivel feltartotta a bokszutcában Lewis Hamiltont.
‡ - Giancarlo Fisichella öthelyes rajtbüntetést kapott, mert a Q1-ben feltartotta Sakon Yamamotót.

## Futam
Hamilton egyértelműen dominálta az egész versenyt. Räikkönen második, Nick Heidfeld harmadik, Alonso negyedik, a 2006-os magyar nagydíjon debütáló Kubica az ötödik, Ralf Schumacher a hatodik, Nico Rosberg a hetedik, Kovalainen a nyolcadik lett. Massa pont nélkül, a 13. helyen fejezte be a versenyt. A leggyorsabb kör Räikkönené lett 1:20,047-del.
A magyar nagydíj után Alonso hátránya hét pontra nőtt Hamiltonnal szemben.
| Helyezés | #  | Versenyző            | Csapat/Motor       | Futott körök | Idő/Kiesés oka | Rajthely | Pontszám |
| -------- | -- | -------------------- | ------------------ | ------------ | -------------- | -------- | -------- |
| 1        | 2  | Lewis Hamilton       | McLaren-Mercedes   | 70           | 1h35:52.991    | 1        | 10       |
| 2        | 6  | Kimi Räikkönen       | Ferrari            | 70           | + 0.715        | 3        | 8        |
| 3        | 9  | Nick Heidfeld        | BMW Sauber         | 70           | + 43.129       | 2        | 6        |
| 4        | 1  | Fernando Alonso      | McLaren-Mercedes   | 70           | + 44.858       | 6        | 5        |
| 5        | 10 | Robert Kubica        | BMW Sauber         | 70           | + 47.616       | 7        | 4        |
| 6        | 11 | Ralf Schumacher      | Toyota             | 70           | + 50.669       | 5        | 3        |
| 7        | 16 | Nico Rosberg         | Williams-Toyota    | 70           | + 59.139       | 4        | 2        |
| 8        | 4  | Heikki Kovalainen    | Renault            | 70           | + 1:08.104     | 11       | 1        |
| 9        | 15 | Mark Webber          | Red Bull-Renault   | 70           | + 1:16.331     | 9        |          |
| 10       | 12 | Jarno Trulli         | Toyota             | 69           | +1 Kör         | 8        |          |
| 11       | 14 | David Coulthard      | Red Bull-Renault   | 69           | +1 Kör         | 10       |          |
| 12       | 3  | Giancarlo Fisichella | Renault            | 69           | +1 Kör         | 13       |          |
| 13       | 5  | Felipe Massa         | Ferrari            | 69           | +1 Kör         | 14       |          |
| 14       | 17 | Alexander Wurz       | Williams-Toyota    | 69           | +1 Kör         | 12       |          |
| 15       | 22 | Szató Takuma         | Super Aguri-Honda  | 69           | +1 Kör         | 19       |          |
| 16       | 19 | Sebastian Vettel     | Toro Rosso-Ferrari | 69           | +1 Kör         | 20       |          |
| 17       | 20 | Adrian Sutil         | Spyker-Ferrari     | 68           | +2 Kör         | 21       |          |
| 18       | 8  | Rubens Barrichello   | Honda              | 68           | +2 Kör         | 18       |          |
| Kiesett  | 18 | Vitantonio Liuzzi    | Toro Rosso-Ferrari | 42           | Elektronika    | 16       |          |
| Kiesett  | 23 | Anthony Davidson     | Super Aguri-Honda  | 41           | Baleset        | 15       |          |
| Kiesett  | 7  | Jenson Button        | Honda              | 35           | Gáz            | 17       |          |
| Kiesett  | 21 | Jamamoto Szakon      | Spyker-Ferrari     | 4            | Baleset        | 22       |          |

## A világbajnokság élmezőnyének állása a futam után
| H  | Versenyzők           | Pont | H  | Konstruktőrök     | Pont |
| -- | -------------------- | ---- | -- | ----------------- | ---- |
| 1  | Lewis Hamilton       | 80   | 1  | McLaren-Mercedes  | 138  |
| 2  | Fernando Alonso      | 73   | 2  | Ferrari           | 119  |
| 3  | Kimi Räikkönen       | 60   | 3  | BMW Sauber        | 71   |
| 4  | Felipe Massa         | 59   | 4  | Renault           | 29   |
| 5  | Nick Heidfeld        | 42   | 5  | Williams-Toyota   | 20   |
| 6  | Robert Kubica        | 28   | 6  | Red Bull-Renault  | 16   |
| 7  | Giancarlo Fisichella | 17   | 7  | Toyota            | 12   |
| 8  | Heikki Kovalainen    | 16   | 8  | Super Aguri-Honda | 4    |
| 9  | Alexander Wurz       | 13   | 9  | Honda             | 1    |
| 10 | David Coulthard      | 8    | 10 |                   |      |
| 11 | Mark Webber          | 8    | 11 |                   |      |

1. ↑  A magyar nagydíjon szerzett pontokat elvették a McLarentől.

## Statisztikák
Vezető helyen:
- Lewis Hamilton: 70 (1-70)

Lewis Hamilton 3. győzelme, 4. pole-pozíciója, Kimi Räikkönen 16. leggyorsabb köre.
- McLaren 154. győzelme.